# Sibylle Stillhart
Sibylle Stillhart (* 1973 in St. Gallen) ist eine Schweizer Journalistin und Schriftstellerin.

## Leben
Sibylle Stillhart absolvierte ihre Ausbildung an der Ringier-Journalistenschule in Zofingen. Sie war Redaktorin bei der Schweizer Illustrierten, beim Nachrichtenmagazin Facts sowie beim Beobachter und schrieb als freie Journalistin für diverse Zeitschriften und Zeitungen. Später war sie als Pressesprecherin für die Bundesverwaltung tätig.
2015 erschien ihr erstes Buch Müde Mütter – fitte Väter. Warum Frauen immer mehr arbeiten und es trotzdem nirgendwo hinbringen. 2019 folgte das zweite Buch Schluss mit gratis! Frauen zwischen Lohn und Arbeit. Beide Bücher der Autorin erschienen im Limmat-Verlag.
Sibylle Stillhart ist mit dem Journalisten Gieri Cavelty verheiratet und hat drei Söhne. Sie lebt mit ihrer Familie in Bern.

## Publikationen

### Bücher
- «Schluss mit gratis! Frauen zwischen Lohn und Arbeit», Limmat-Verlag, Mai 2019, ISBN 978-3-85791-877-3.
- «Müde Mütter – fitte Väter. Warum Frauen immer mehr arbeiten und es trotzdem nirgendwo hinbringen», Limmat-Verlag, Mai 2015, ISBN 978-3-85791-770-7